# Peuplingues
Peuplingues is een gemeente in het Franse departement Pas-de-Calais (regio Hauts-de-France) en telt 586 inwoners (1999). De plaats maakt deel uit van het arrondissement Calais.

## Geografie
De oppervlakte van Peuplingues bedraagt 10,5 km², de bevolkingsdichtheid is 55,8 inwoners per km².
De onderstaande kaart toont de ligging van Peuplingues met de belangrijkste infrastructuur en aangrenzende gemeenten.

## Demografie
Onderstaande figuur toont het verloop van het inwonertal (bron: INSEE-tellingen).